# アルフレート2世・ツー・ヴィンディシュ＝グレーツ
アルフレート2世・ニコラウス・グントラム・ツー・ヴィンディシュ＝グレーツ侯爵（ドイツ語: Alfred II. Nikolaus Guntram Fürst zu Windisch-Grätz, 1819年3月28日 ウィーン - 1876年4月28日 タホフ）は、オーストリア＝ハンガリー帝国の貴族、軍人。

## 生涯
陸軍元帥であったヴィンディシュ＝グレーツ侯アルフレート1世とその妻のシュヴァルツェンベルク侯女エレオノーレ（1796年 - 1848年）の間の長男として生まれた。1848年6月にプラハで起きた6月暴動では、母を暴徒に殺されたうえ自らも負傷している。
4人の弟たちとともにオーストリア軍に仕官し、普墺戦争では2つの連隊を率いて戦ったが、ケーニヒグレーツの戦いで腹部に銃創を負い、以後10年間の療養生活ののち死去した。

## 家族
1850年10月19日、プラハにおいて、ロプコヴィッツ家の侯女ヘートヴィヒ（1829年 - 1852年）と結婚し、間に一男をもうけた。
- アルフレート3世（1851年 - 1927年）